# 新山城
新山城（しんやまじょう）、または真山城は、島根県松江市法吉町にあった日本の城。

## 概要
新山城は北山山脈の山間に位置し、山麓の白鹿城はもちろんのこと、宍道湖から中海まで、広く眺望が効く立地である。
平安末期平忠度により築城されたと伝わるが、毛利氏の白鹿城攻めの際に吉川元春が改修して陣を布き、現在の姿になった。書によっては、「真山」とも表記されている。
白鹿城落城後、毛利氏は白鹿城を廃止し、新山城に拠った。一時は山中幸盛率いる尼子残党に奪われたが、その間を除き、慶長5年の関ヶ原の戦い後に廃止されるまで毛利氏が維持した。

## 遺構
現在は山頂部から白鹿城のある南へ向かって階段状に郭が残り、小規模な石積も残っている。山頂本丸跡には、尼子勝久の碑も建てられている。

## 沿革
- 築城時期は平安末期か。
- 1563年（永禄6年）吉川元春が白鹿城攻めの陣を布き、同城落城後には多賀元信が入城。
- 1569年（永禄12年）尼子勝久を戴いた尼子残党が入城。
- 1571年（元亀2年）尼子勝久、毛利氏との戦いに敗れ没落。
- 1600年（慶長5年）関ヶ原の戦い後、毛利氏が周防・長門二国に減封され、廃城。